# Ronny Johnsen
Jean Ronny Johnsen (Sandefjord, 10 juni 1969) is een voormalig betaald voetballer uit Noorwegen die speelde als centrale verdediger. Hij speelde jarenlang in Engeland, onder meer voor Manchester United en Aston Villa, en beëindigde zijn loopbaan in 2008 bij Vålerenga IF.

## Interlandcarrière
Onder leiding van bondscoach Egil "Drillo" Olsen maakte Johnsen zijn debuut voor het Noors voetbalelftal op 8 augustus 1991 in het oefenduel tegen Zweden (1-2) in Oslo. Hij viel in dat duel na 74 minuten in voor Gunnar Halle. Johnsen speelde in totaal 61 interlands en scoorde twee keer voor zijn vaderland. Hij nam met zijn vaderland deel aan het WK voetbal 1998 in Frankrijk, waar de Noren in de achtste finales werden uitgeschakeld door Italië.

## Erelijst
Manchester United
- Premier League

1997, 1999, 2000, 2001
- FA Cup

1999
- Charity Shield

1997
- UEFA Champions League

1999
- Intercontinental Cup

1999
 Vålerenga IF
- Tippeligaen

2005
- Beker van Noorwegen

2008